# Almirante de la Flota de la Unión Soviética

Divisa de almirante de la Flota de la Unión Soviética

El grado de almirante de Flota de la Unión Soviética (en ruso: Адмирал Флота Советского Союза, romanizado: Admiral Flota Soviétskogo Soyuza) era el más alto rango naval de la Unión Soviética. El grado era considerado honorario, y fue establecido por el Consejo de Ministros de la URSS el 3 de marzo de 1955 y remplazó a un rango con el mismo nombre (Адмирал флота). 
Desde la creación de este rango, solo los dos almirantes que ostentaban el antiguo grado fueron promovidos a este cargo, Nikolái Kuznetsov (degradado a vicealmirante en 1956 por razones políticas) e Iván Isákov (hasta su muerte en 1967). Su sucesor, el almirante Sergéi Gorshkov fue designado en reemplazo de su antecesor, y después de su muerte en 1988 nadie obtuvo el cargo. Este desapareció con la Unión Soviética en 1991.
Era equivalente al rango de mariscal de la Unión Soviética.

## Almirantes de la Flota
- Nikolái Kuznetsov (1902-1974): designado el 3 de marzo de 1955; degradado el 17 de febrero de 1956; rehabilitado póstumamente el 26 de julio de 1988;
- Iván Isákov (1894-1967): designado el 3 de marzo de 1955;
- Serguéi Gorshkov (1910-1988): designado el 28 de octubre de 1967.